# Sommersione
In matematica una sommersione è una mappa tra varietà differenziali il cui differenziale è suriettivo. La nozione di sommersione è duale a quella di Immersione (geometria).

## Definizione
Siano {\displaystyle M} ed {\displaystyle N} due varietà differenziali, di dimensione {\displaystyle m,n} rispettivamente con {\displaystyle m\geq n}. La funzione differenziabile {\displaystyle f:M\to N} è una sommersione nel punto {\displaystyle p\in M} se il suo differenziale
{\displaystyle Df_{p}:T_{p}M\to T_{f(p)}N}
è suriettivo.
Se la funzione {\displaystyle f} è una sommersione in ogni punto {\displaystyle p\in U\subseteq N} per qualche insieme {\displaystyle U}, allora si dice che {\displaystyle f} è una sommersione in {\displaystyle U}, o anche che {\displaystyle f} è sommersiva.
Equivalentemente, possiamo affermare che {\displaystyle f} è sommersiva in {\displaystyle p} se il differenziale {\displaystyle Df_{p}} ha rango massimo {\displaystyle n}.

## Esempi
- La proiezione naturale {\displaystyle \pi :\mathbb {R} ^{m}\to \mathbb {R} ^{n}} dove {\displaystyle m\geq n} definita come {\displaystyle \pi (x_{1},\dots ,x_{m})=(x_{1},\dots ,x_{n})} è una sommersione
- Una funzione scalare {\displaystyle f:A\subseteq \mathbb {R} ^{m}\to \mathbb {R} } è sommersiva in {\displaystyle p\in A} se e solo se {\displaystyle \nabla f(x_{0})\neq 0}
- Un diffeomorfismo locale è una sommersione (e anche un'immersione)